# Igreja Matriz do Santíssimo Sacramento de Santo Antônio
A Igreja Matriz do Santíssimo Sacramento de Santo Antônio é um templo católico do Recife, capital de Pernambuco, Brasil. Situado no bairro de Santo Antônio, é um dos mais significativos exemplares de arquitetura barroca brasileira.

## Características
No local, hoje ocupado pela Igreja, antigamente havia trincheiras construídas pelos invasores neerlandeses, e a sua Casa da Pólvora. Um século depois de sua expulsão do Brasil, o terreno então desocupado foi adquirido em 1752 pela Irmandade do Santíssimo Sacramento, para construção de uma igreja. As obras foram concluídas em 1790.
A decoração do interior se estendeu até o século XIX, com esplêndida obra de talha principalmente na capela-mor, além de painéis pintados de Sebastião da Silva Tavares. A pintura e a douração foram realizadas por Manuel de Jesus Pinto entre 1790 e 1805.
A fachada é barroca, com rica ornamentação. O corpo central da igreja tem ao nível do solo três aberturas de entrada, em arco abatido, com ombros e lintel de arenito, encimado por florão em motivo de concha, sendo o vão central maior e emoldurado por um frontispício relativamente discreto. As portas são de madeira entalhada com almofadões volumosos, típicos do barroco.
Acima das portas, janelões com decoração semelhante ao nível abaixo, mas com sacadas de ferro trabalhado e caixilharia ornamentada, e sobre eles óculos redondos sob cornija saliente em arco triplo que delimita a base do frontão. Este tem empenas em volutas, cruz e dois pequenos pináculos no topo, e um baixo-relevo incluso com forma de ostensório.
Ladeando o corpo central, dois altos campanários, com pilastras de pedra nas laterais, e cujas aberturas imitam as do centro do edifício até o segundo nível, onde a cornija é já retilínea. Acima desta, óculo em estrela, nova cornija, aberturas em arco redondo para os sinos, e coruchéu em bulbos octogonais superpostos, com pequenos pináculos nas quinas.

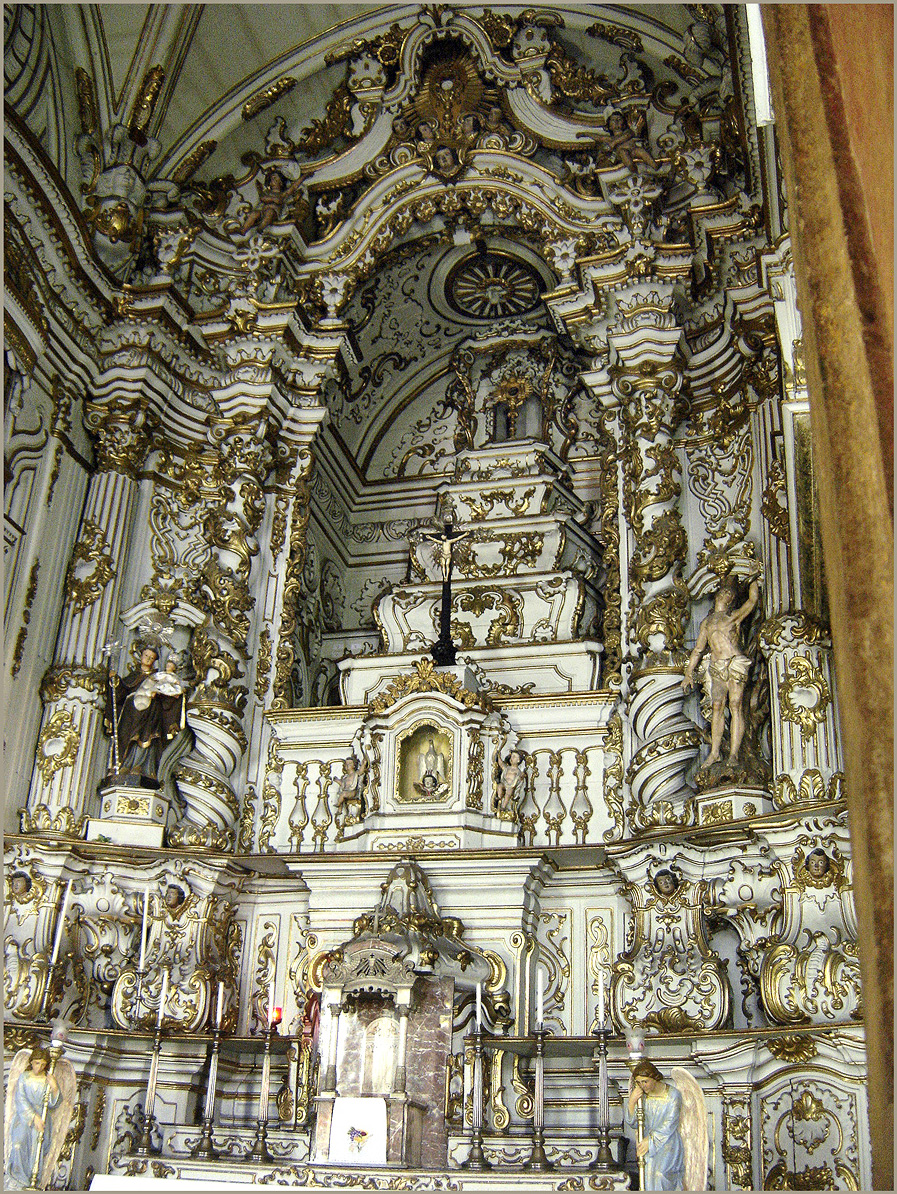
Altar-mor

Penetrando-se no interior, de alta nave única e cujo vão não inclui o espaço das torres, logo nos deparamos, sob o coro, com um pára-vento envidraçado e duas capelas: a da direita, a da Virgem da Piedade, com esplêndida moldura entalhada e douradamento no interior, e a da esquerda sendo o batistério, com um quadro do início do século XIX - O Batismo de Jesus - pintado por José Elói, autor também da pintura dos painéis da igreja do Mosteiro de São Bento, em Olinda.
A nave possui vários altares laterais em estilo já neoclássico, mas com estatuária ainda barroca, além de dois níveis de tribunas, um grande lustre de cristal, púlpito, painéis pintados e duas séries de bancadas no centro, separadas por balaustrada dos corredores de circulação fronteiros às capelas laterais.
Das capelas chamam a atenção a da Virgem das Dores, com uma imagem de Nossa Senhora com o coração trespassado por uma espada, aos pés de um grande e expressivo crucifixo com a imagem do Senhor Morto rodeado de uma glória e um nimbo povoado de querubins; o de São Miguel, com uma bela imagem do arcanjo e outras secundárias; o dos Reis Magos, e o de Nossa Senhora da Penha, com uma imagem da Virgem com o Menino de fino acabamento.
Mas o grande destaque na decoração interna é a capela-mor, com um altar de luxuriante talha rococó em estilo escalonado, como um trono para o Crucificado e o Santíssimo Sacramento no topo, ladeados por nichos contendo as imagens de Santo Antônio e São Sebastião, tendo abaixo o sacrário para o Santíssimo Sacramento, além de painéis pintados nas paredes laterais e mobiliário esculpido.
À direita, externamente à nave e alinhado com a torre, localiza-se o cemitério. Nele estão sepultados os insurretos da Revolução Pernambucana de 1817, e personalidades ilustres como o 2º Barão de Utinga e Jerônimo Vilela de Castro Tavares, poeta, político e jornalista.
Na sacristia existem pinturas em painéis de parede, um lavabo de mármore e uma grande cômoda rococó, doada em 1794 pelo padre Feliciano José Dornelas.